# Hoplitocranum
Sous-genre
Hoplitocranum est un sous-genre d'insectes coléoptères de la famille des Lucanidae, de la sous-famille des Lucaninae et du genre Prosopocoilus.

## Systématique
Le sous-genre Hoplitocranum a été créé en 1896 par l'entomologiste russe Vasily Evgrafovich Yakovlev (d) (1839-1908),.

## Liste des espèces
Selon BioLib (29 juillet 2022), espèces du genre Prosopocoilus (Hoplitocranum) :
- Prosopocoilus attenuatus (Parry, 1864)
- Prosopocoilus bruijni Oberthür, 1879
- Prosopocoilus chujoi DeLisle, 1964
- Prosopocoilus cyclommatoides Lacroix, 1978
- Prosopocoilus doris Kriesche, 1920
- Prosopocoilus dubius DeLisle, 1968
- Prosopocoilus felschei (Möllenkamp, 1904)
- Prosopocoilus flavidus (Parry, 1862)
- Prosopocoilus francisi Arnaud, 1986
- Prosopocoilus fulgens Didier, 1927
- Prosopocoilus fuscocinctus DeLisle, 1973
- Prosopocoilus gertrudae Arnaud & Lacroix, 1991
- Prosopocoilus hiekei (DeLisle, 1970)
- Prosopocoilus histrio (Arrow, 1935)
- Prosopocoilus ismaeli Lacroix, 1984
- Prosopocoilus julietae Nagai & Tsukamoto, 2003
- Prosopocoilus laterotarsus Houlbert, 1915
- Prosopocoilus maclellandi (Hope, 1842)
- Prosopocoilus marginatus Lacroix & Ratti, 1973
- Prosopocoilus marioni Arnaud & Lacroix, 1991
- Prosopocoilus mohnikei Parry, 1873
- Prosopocoilus myrmecoleon (Schaufuss, 1887)
- Prosopocoilus mysticus Parry, 1870
- Prosopocoilus nicollei Laxroix, 1978
- Prosopocoilus pouillaudei Houbert, 1915
- Prosopocoilus romeoi Lacroix & Taroni, 1983
- Prosopocoilus speciosus (Boileau, 1904)
- Prosopocoilus spineus (Didier, 1927)
- Prosopocoilus suturalis (Olivier, 1789)
- Prosopocoilus swanzyanus (Parry, 1870)
- Prosopocoilus yasusukei H. Ikeda, 1996

## Publication originale
- B. E. Jakowlew, « Lucanides nouveaux ou peu connus », Horae Societatis Entomologicae Rossicae, Saint-Pétersbourg, Inconnu et Société entomologique de Russie, vol. 30,‎ 1896, p. 171-174 (OCLC 1764689, lire en ligne).